# The Galloping Fish
Pour plus de détails, voir Fiche technique et Distribution.
The Galloping Fish est un film américain réalisé par Del Andrews, sorti en 1924.
Le film, entièrement muet à l'origine, est ressorti en 1930 avec des séquences parlantes.

## Fiche technique
- Réalisation : Del Andrews
- Scénario : Will Lambert , d'après Friend Wife de Frank R. Adams
- Directeur de la photographie : Max Dupont
- Production : Thomas H. Ince Corporation
- Distributeur : First National Pictures
- Format : Cinéma muet, noir et blanc, 35 mm, rapport de forme : 1.33 : 1, procédé cinématographique : sphérique
- Durée : 45 minutes (6 bobines, 1694 m)
- Date de sortie :
  - États-Unis : 10 mars 1924
  - États-Unis : 22 juillet 1930 (ressortie à New York)

## Distribution
- Louise Fazenda : Undine
- Sydney Chaplin : Freddy Wetherill
- Ford Sterling : George Fitzgerald
- Chester Conklin : Jonah
- Lucille Ricksen : Hyla Wetherill
- John Steppling : Cato Dodd
- Lloyd Ingraham : Process Server
- Eugene Pallette : Anti-Volstead Esquire
- Truly Shattuck : Mrs. Dodd